# National Honor Society
A National Honor Society é uma organização norte-americana dedicada a reconhecer aqueles estudantes que se destacam em assuntos escolares, durante o ensino secundário. Foi estabelecida em 1921.